# Csehország és Morvaország Kommunista Pártja
Csehország és Morvaország Kommunista Pártja (csehül: Komunistická strana Čech a Moravy) kommunista párt Csehországban, amely 1990 óta folyamatosan tíz százalék feletti eredményeket ért el a képviselőházi választásokon. 2016-os adatok szerint 42994 tagja volt. az Európai Parlamentben a Egységes Európai Baloldal/Északi Zöld Baloldal nevű szélsőbaloldali képviselőcsoport tagja.
A Moldovai Köztársaság Kommunistáinak Pártja kivételével az egyetlen korábbi közép-európai uralkodó párt, amelyik nem hagyta el a nevéből a kommunista jelzőt. Programja változott, hogy ezzel megfeleljen az 1989 óta született új jogrendnek. A bársonyos forradalom utáni két évtized jó részében politikailag elszigetelt volt és szélsőségességgel vádolták, de azóta közelebb húzódott a Cseh Szociáldemokrata Párthoz (ČSSD). A 2012-es regionális választások után tíz régióban is a ČSSD-vel koalícióban kormányzott. Cseh kormánykoalíciónak soha nem volt tagja. Ifjúsági tagozatát 2006 és 2010 között betiltották, és más pártok a párt betiltását is javasolták. 2013-ig az egyetlen csehországi párt volt, amely saját újságot adott ki, Haló noviny címmel.
A 200 fős képviselőházban a 2013-as választásokon 33 mandátumot szereztek, a korábbi eredményüknél héttel többet, és ezzel a harmadik legnagyobb parlamenti párttá váltak.

## Parlamenti szerep
| Választás | Szavazatok aránya | Mandátumok száma | Mandátumok aránya | Parlamenti szerep                                |
| --------- | ----------------- | ---------------- | ----------------- | ------------------------------------------------ |
| 1996      | 10,33%            | 22               | 11%               | Ellenzék (Második Klaus-kormány) 1996-1998       |
| 1996      | 10,33%            | 22               | 11%               | Ellenzék (Tošovský-kormány) 1998                 |
| 1998      | 11,03%            | 24               | 12%               | Ellenzék (Zeman-kormány) 1998-2002               |
| 2002      | 18,51%            | 41               | 20,5%             | Ellenzék (Špidla-kormány) 2002-2004              |
| 2002      | 18,51%            | 41               | 20,5%             | Ellenzék (Gross-kormány) 2004-2005               |
| 2002      | 18,51%            | 41               | 20,5%             | Ellenzék (Paroubek-kormány) 2005-2006            |
| 2006      | 12,81%            | 26               | 13%               | Ellenzék (Első Topolánek-kormány) 2006-2007      |
| 2006      | 12,81%            | 26               | 13%               | Ellenzék (Második Topolánek-kormány) 2007-2009   |
| 2006      | 12,81%            | 26               | 13%               | Ellenzék (Fischer-kormány) 2009-2010             |
| 2010      | 12,81%            | 26               | 13%               | Ellenzék (Nečas-kormány) 2010-2013               |
| 2010      | 12,81%            | 26               | 13%               | Ellenzék (Rusnok-kormány) 2013-2014              |
| 2013      | 14,91%            | 33               | 16,5%             | Ellenzék (Sobotka-kormány) 2014-2017             |
| 2017      | 7,7%              | 15               | 7,5%              | Ellenzék (Első Babiš-kormány) 2017-2018          |
| 2017      | 7,7%              | 15               | 7,5%              | Külső támogató (Második Babiš-kormány) 2018-2021 |
| 2017      | 7,7%              | 15               | 7,5%              | Ellenzék (Második Babiš-kormány) 2021            |
| 2021      | 3,61%             | 0                | -                 |                                                  |

## Fordítás
Ez a szócikk részben vagy egészben  a   Communist Party of Bohemia and Moravia című angol Wikipédia-szócikk ezen változatának fordításán alapul.  Az eredeti cikk szerkesztőit annak laptörténete sorolja fel. Ez a jelzés csupán a megfogalmazás eredetét és a szerzői jogokat jelzi, nem szolgál a cikkben szereplő információk forrásmegjelöléseként.